# サバッシュ
『サバッシュ』（ZAVAS）は、1988年にポプコムソフト（小学館）から発売されたロールプレイングゲーム。開発はグローディア。PC-8801mkIISR版、PC-9801版、X68000版がある。
シナリオは三遊亭圓丈が手がけたが、8割仕事が終わったところで喧嘩して降りたため、パッケージに名前が載っていない。広大なマップと、AIによるオートバトルが特徴。難易度はやや高め。続編として『サバッシュII 〜メヒテの大予言〜』がある。

## ゲーム内容
ある日、魔王ダルグによって故郷であるトマの村を襲われた主人公マーディは、ダルグに復讐をするため、カーラマン、グレッシ、ビリンチ、サージら、仲間とともに冒険を繰り広げる。

## スタッフ
- 原作 - 三遊亭圓丈
- プログラム - 池亀治
- キャラクターデザイン - 木村明広
- 作曲 - 恋瀬信人ほか